# Sharon Taylor
Pour les articles homonymes, voir Taylor et Sharon Taylor (baronne Taylor de Stevenage).
Sharon Taylor est une actrice canadienne née à Vancouver en Colombie-Britannique au Canada.

## Filmographie

### Cinéma

#### Longs métrages
- 2015 : 12 Rounds 3: Lockdown de Stephen Reynolds (en) : Carmen
- 2017 : Drone de Jason Bourque : agent Jenkins
- 2022 : Une amie au poil (Rescued by Ruby) de Katt Shea : Sam Johnson

#### Courts métrages
- 2008 : Alice & Huck de Kaleena Kiff (en) : Tara
- 2014 : Soldiers of Earth de Michael Antonakos : Mme Hutter
- 2014 : Second Dates de Robert Lawrenson : Karen

### Télévision

#### Téléfilms
- 2006 : Le Prix de la trahison (To Have and to Hold) de Terry Ingram : Sally
- 2010 : Une famille sous l'avalanche (Ice Quake) de Paul Ziller : Jamie
- 2012 : Enceinte avant la fac (The Pregnancy Project) de Norman Buckley (en) : Karen
- 2012 : Midnight Sun de Brad Anderson : Akira Yachak
- 2015 : Murder Unresolved de Jason Bourque : inspecteur Cruz
- 2015 : Asteroid impact (Meteor Assault) de Jason Bourque : Agent Jenkins
- 2015 : Her Own Justice de Jason Bourque : inspecteur Jenkins

#### Séries télévisées
- 2007 : Eureka :
  - (saison 2, épisode 01 : La Légende du Phœnix) : docteur de Stark
  - (saison 2, épisode 04 : Un jeu dangereux) : Townsperson
- 2007 - 2009 : Stargate Atlantis (12 épisodes) : Amelia Banks
- 2009 - 2010 : Riese: Kingdom Falling (mini-série) (9 épisodes) : Amara
- 2009 - 2011 : Smallville (7 épisodes) : Faora
- 2010 : Supernatural (saison 6, épisode 04 : Le Lamia) : démon du Carrefour
- 2011 : Hell on Wheels : L'Enfer de l'Ouest (Hell on Wheels) (saison 1, épisode 06 : Négociation de paix) : Squaw
- 2012 : Psych : Enquêteur malgré lui (Psych) (saison 6, épisode 15 : Juste Cause) : Jasmine Richards
- 2012 : Level Up (saison 2, épisode 03 : Should She Stay or Should She Go) : Grinella
- 2013 : Fringe (saison 5, épisode 13 : Le Dernier Voyageur) : Carol
- 2014 : Spooksville (saison 1, épisode 15 : Critical Care) : Dr Eck
- 2014 : Motive (saison 2, épisode 07 : Le Grand Saut) : Sandra Vaughn
- 2014 : Once Upon a Time (saison 3, épisode 20 : Nous ne sommes plus au Kansas) : sorcière de l'est
- 2014 : Continuum (saison 3, épisode 07 : La Première Minute) : Pangea
- 2014 : Les 100 (The 100) : membre du Conseil #2
  - (saison 1, épisode 02 : Signes de vie)
  - (saison 1, épisode 07 : Sous pression)
  - (saison 1, épisode 08 : Une excursion stupéfiante)
  - (saison 1, épisode 09 : La Journée de l'unité)
- 2015 : The Whispers (saison 1, épisode 11 : Orion) : mère de Silas
- 2016 : Legends of Tomorrow (saison 1, épisode 13 : Leviathan) : Rebel Leader
- 2019 : Jann : Cynthia[1] (4 épisodes)
- 2024 : Cross : le lieutenant Oracene Massey